# Białoruś na Zimowej Uniwersjadzie 2009
Białoruś na Zimowej Uniwersjadzie w Harbinie reprezentowało 34 zawodników.

## Medale

### Złoto
brak

### Srebro
- Cimafiej Sliwiec, Dzianis Osipau, Marija Szczerbina - Narciarstwo dowolne, zespoły mieszane

### Brąz
brak

## Kadra

### Łyżwiarstwo figurowe
- Aleksandr Kazakow

### Short track
- Vera Antanenka
- Uladzislau Sherakou
- Volha Talayeva
- Siarhei Yakushkou

### Łyżwiarstwo szybkie
- Hanna Badeyeva
- Aliaksandar Komar
- Vitali Mikhailau

### Biegi narciarskie
- Aliaksandr Ionenkau
- Valiantsina Kaminskaya
- Tsikhan Karsakou
- Ihar Maiseyenka
- Natallia Mishuta
- Iryna Nafranovich
- Mikalai Parcheuski
- Yuliya Serafimava
- Maryia Staravoitava
- Yauheni Tserashkevich

### Narciarstwo dowolne
- Maksim Bułasz
- Maksim Huscik
- Dzianis Osipau
- Marija Szczerbina
- Cimafiej Sliwiec

### Biathlon
- Iryna Babetskaya
- Siarhei Dashkevich
- Nataliya Haiduk
- Vera Kalbinok
- Uladzimir Letarau
- Artsiom Leshchanka
- Ihar Matlakhou
- Karyna Savosik
- Ihar Tabola
- Vadzim Tsvetau
- Hanna Tsvetava